# Pools kampioenschap dammen
Het Pools kampioenschap dammen wordt georganiseerd door de Poolse dambond.

## Kampioenen
| Seizoen | Goud                                        | Zilver                                      | Brons                                       |
| ------- | ------------------------------------------- | ------------------------------------------- | ------------------------------------------- |
| 1977    | Andrzej Martko                              |                                             |                                             |
| 1978    | Jerzy Konwerski                             |                                             |                                             |
| 1979    | Ryszard Sawczyk                             |                                             |                                             |
| 1980    | Ryszard Stencel                             |                                             |                                             |
| 1981    | Andrzej Martko                              |                                             |                                             |
| 1982    | Wojciech Dolata                             |                                             |                                             |
| 1983    | Paweł Pieczyński                            |                                             |                                             |
| 1984    | Jan Cegiełka                                |                                             |                                             |
| 1985    | Wojciech Dolata                             |                                             |                                             |
| 1986    | Wojciech Dolata                             |                                             |                                             |
| 1987    | Piotr Paluch                                |                                             |                                             |
| 1988    | Leon Mikulicz                               |                                             |                                             |
| 1989    | Leon Mikulicz                               |                                             |                                             |
| 1990    | Mirosław Kobyliński                         |                                             |                                             |
| 1991    | Tomasz Balcerowicz                          |                                             |                                             |
| 1992    | Marek Kuciński                              |                                             |                                             |
| 1993    | Marek Kuciński                              |                                             |                                             |
| 1994    | Stanisław Urbanek                           |                                             |                                             |
| 1995    | Tomasz Balcerowicz                          |                                             |                                             |
| 1996    | Tomasz Balcerowicz                          |                                             |                                             |
| 1997    | Tomasz Balcerowicz                          |                                             |                                             |
| 1998    | Mariusz Adamaszek                           |                                             |                                             |
| 1999    | Marcin Stec                                 |                                             |                                             |
| 2000    | Piotr Chmiel                                |                                             |                                             |
| 2001    | Mariusz Adamaszek                           |                                             |                                             |
| 2002    | Mariusz Adamaszek                           |                                             |                                             |
| 2003    | Tomasz Bieniek                              | Leon Mikulicz en Marcin Stec                | Leon Mikulicz en Marcin Stec                |
| 2004    | Marcin Stec, Grzegorz Siuda en Piotr Chmiel | Marcin Stec, Grzegorz Siuda en Piotr Chmiel | Marcin Stec, Grzegorz Siuda en Piotr Chmiel |
| 2005    | Piotr Chmiel Mariusz Adamaszek              | Piotr Chmiel Mariusz Adamaszek              | Leon Mikulicz                               |
| 2006    | Radoslaw Wika                               | Piotr Osilokowski en Przemyslaw Oderkiewicz | Piotr Osilokowski en Przemyslaw Oderkiewicz |
| 2007    | Grzegorz Siuda                              | Damian Reszka en Michal Szczybylo           | Damian Reszka en Michal Szczybylo           |
| 2008    | Radoslaw Wika                               | Grzegorz Siuda en Piotr Chmiel              | Grzegorz Siuda en Piotr Chmiel              |
| 2009    | Mariusz Adamaszek                           | Damia Reszka                                | Miroslaw Kobylinski en Bartosz Socha        |
| 2010    | Damian Reszka                               | Grzegorz Siuda                              | Lukasz Kosobudzki                           |
| 2011    | Radoslaw Wika                               | Miroslaw Kobylinski                         | Damian Reszka en Piotr Chmiel               |
| 2012    | Damian Reszka                               | Oskar Budis                                 | Mariusz Slezak                              |
| 2013    | Mariusz Adamaszek                           | Damian Reszka                               | Lukasz Kosobudzki                           |
| 2014    | Damian Reszka                               | Oskar Budis                                 | Lukasz Kosobudzki                           |
| 2015    | Lukasz Kosobudzki                           | Damian Reszka                               | Natalia Sadowska                            |
| 2016    | Damian Jakubik                              | Damian Reszka                               | Karol Dudkiewicz                            |
| 2017    | Łukasz Kosobudzki                           | Natalia Sadowska                            | Arleta Flisikowska                          |
| 2018    | Natalia Sadowska                            | Marta Bankowska                             | Arleta Flisikowska                          |
| 2019    | Natalia Sadowska                            | Bartosz Gronowski                           | Filip Kuczewski                             |
| 2020    | Karol Cichocski                             | Natalia Sadowska                            | Damian Reszka                               |